# 0933

Mappa dei prefissi telefonici nella provincia di Catania

0933 è il prefisso telefonico del distretto di Caltagirone, appartenente al compartimento di Catania.
Il distretto comprende la parte meridionale della provincia di Catania e la parte sud-orientale della provincia di Caltanissetta. Confina con i distretti di Caltanissetta (0934) e di Enna (0935) a ovest, di Catania (095) a nord, di Siracusa (0931) a est e di Ragusa (0932) a sud.

## Aree locali e comuni
Il distretto di Caltagirone comprende 11 comuni inclusi nelle 3 aree locali di Caltagirone (ex settori di Caltagirone, Mirabella Imbaccari e San Michele di Ganzaria), Gela (ex settori di Gela e Niscemi) e Grammichele (ex settori di Grammichele, Mineo e Vizzini). I comuni compresi nel distretto sono: Caltagirone, Gela (CL), Grammichele, Licodia Eubea, Mazzarrone, Mineo, Mirabella Imbaccari, Niscemi (CL), San Cono, San Michele di Ganzaria e Vizzini .